# Pseudocellus osorioi
Espèce
Synonymes
- Cryptocellus osorioi Bolívar y Pieltáin, 1946

Pseudocellus osorioi est une espèce de ricinules de la famille des Ricinoididae.

## Distribution
Cette espèce est endémique du Mexique. Elle se rencontre dans les grottes Cueva de los Sabinos, Cueva de Taninul et Sótano del Tigre au San Luis Potosí et au Tamaulipas Cueva de la Florida et Sótano de El Venadito.

## Description
Le mâle holotype mesure 7 mm et la femelle paratype 7,3 mm.

## Étymologie
Cette espèce est nommée en l'honneur de Bibiano Fernández Osorio Tafall.

## Publication originale
- Bolívar y Pieltáin, 1946 : Hallazgo do un nuevo Ricinulideo en el Mexico Central. Ciencia, vol. 7, no 1/3, p. 24-28 (texte intégral).